# Jacques-Edmé-Henri-Philadelphe Bellot des Minières
Pour les articles homonymes, voir Bellot des Minières.
Jacques-Edmé-Henri-Philadelphe Bellot des Minières, né le 15 novembre 1822 à Poitiers et mort le 15 mars 1888 à Paris 8e, est un prélat français, évêque de Poitiers de 1881 à 1888.

## Biographie
Henri Bellot des Minières est le fils de Pierre Henri Bellot des Minières, juriste, maire de La Réole et conseiller général, et de Nanine Rosalie Thévenet. Il est le frère d'Alcide Bellot des Minières.

## Armes
D'azur, semé d'étoiles d'or au sautoir alésé d'argent brochant sur le tout.

## Référence
1. ↑  Archives départementales de la Vienne, Registre des naissances à Poitiers, 1822, p.175, Poitiers-N-1822-9E229/182 Acte consultable en ligne.
2. ↑  Archives de Paris, Registre des décès du 8ème arrondissement, p.63, acte 492, 188V4E6143 Acte consultable en ligne.
3. ↑  Comte de Saint Saud, Armorial des prélats français du XIXe siècle, Paris, 1906, H. Daragon, 415p., p.161. Consultable sur Gallica.